# Cristián Adolfo de Schleswig-Holstein-Sonderburg-Franzhagen
Cristián Adolfo de Schleswig-Holstein-Sonderburg-Franzhagen (Sonderburg, 3 de junio de 1641 - Hamburgo, 11 de enero de 1702) fue Duque de Schleswig-Holstein-Sonderburg-Franzhagen de 1653 a 1702.

## Biografía
Cristián Adolfo era hijo de Juan Cristián de Schleswig-Holstein-Sonderburg y su esposa Ana, hija de Antonio II de Oldenburgo-Delmenhorst. Sucedió a su padre en 1653 pero la bancarrota de su familia en 1667 le obligó a rendir Sonderburg al reino de Dinamarca y su línea tomó entonces el nombre de Schleswig-Holstein-Franzhagen. 
Cristián Adolfo contrajo matrimonio en Franzhagen entre el 31 de octubre y el 1 de noviembre de 1676 con la princesa Leonor Carlota de Sajonia-Lauenburgo-Franzhagen (Marienflies, Brandeburgo, 8 de agosto de 1646 - Franzhagen, 26 de enero de 1709; enterrada en Franzhagen). La pareja tuvo los siguientes hijos:
- Leopoldo Cristián de Schleswig-Holstein-Franzhagen  (1678-1707)
- Luis Carlos de Schleswig-Holstein-Franzhagen (1684-1707)
- Johann Franz (Franzhagen, 30 de julio de 1685 - Franzhagen, 22 de enero de 1687)